# 11月11日
11月11日（じゅういちがつじゅういちにち）は、グレゴリオ暦で年始から315日目（閏年では316日目）にあたり、年末まであと50日ある。

## できごと

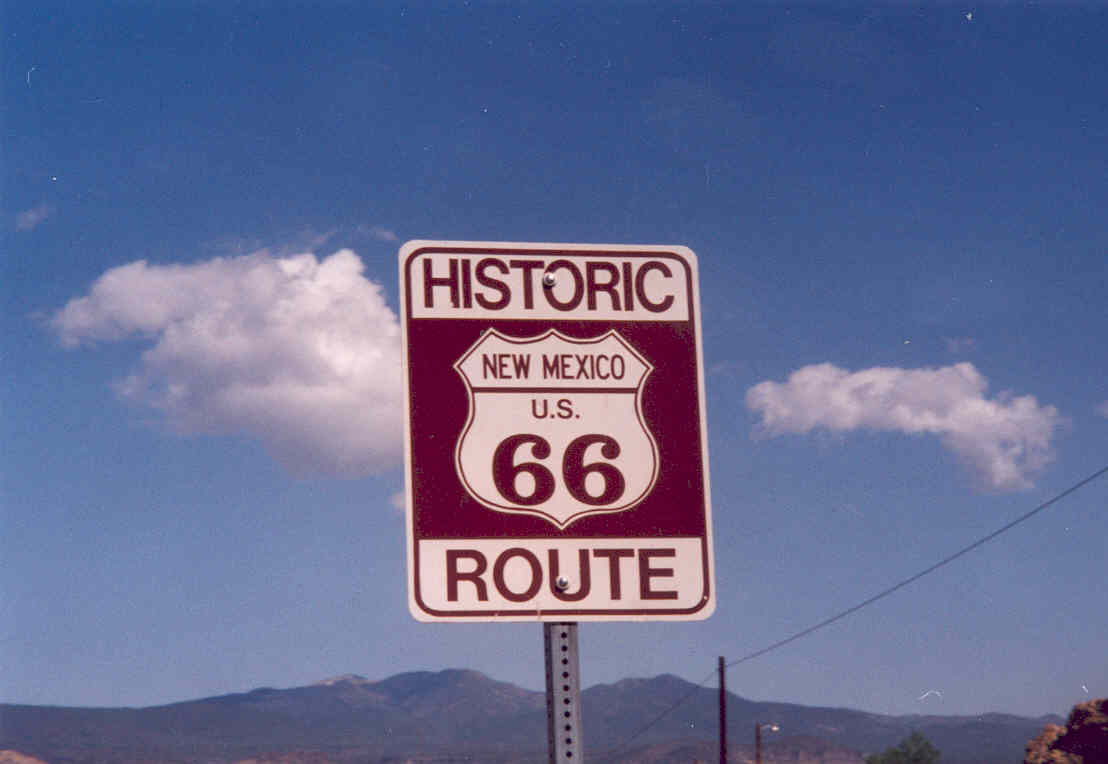
アメリカ合衆国で、Route66設立(1926)

- 1215年 - 第4ラテラン公会議が始まる。
- 1572年 - ティコ・ブラーエがカシオペヤ座の超新星SN 1572（ティコの星）を発見[1]。
- 1790年 - 神聖ローマ帝国皇帝レオポルト2世戴冠式。
- 1811年 - ヌエバ・グラナダのカルタヘナ・デ・インディアスがスペインからの独立を宣言。
- 1813年 - 米英戦争: クライスラー農園の戦い。
- 1855年（安政2年10月2日） - 安政江戸地震。
- 1881年 - 日本初の私鉄・日本鉄道に設立特許条約書が下付される。
- 1889年 - ワシントン準州が州に昇格し、アメリカ合衆国42番目の州・ワシントン州となる。
- 1918年 - 連合国とドイツ共和国が休戦協定に調印。第一次世界大戦が終結。
- 1918年 - オーストリア皇帝カール1世が退位。700年余りに及ぶハプスブルク家のオーストリア支配が終わる。
- 1918年 - ユゼフ・ピウスツキがワルシャワへ戻り軍の統帥権を掌握。ポーランド（ポーランド第二共和国）がロシア帝国から事実上独立。
- 1920年 - アメリカ・アーリントン国立墓地に無名戦士の墓が作られる。
- 1924年 - 寿屋（現在のサントリー）が京都・山崎に日本初のウイスキー蒸留所（山崎蒸溜所）が稼働[2]。
- 1926年 - アメリカ合衆国でRoute66が設立される[3]。シカゴ～ロサンゼルス間2,448マイルを結んだが、1985年に廃止された。
- 1937年 - 群馬県吾妻郡嬬恋村の小串硫黄鉱業所一帯で地滑りが発生[4]、245人が死亡。
- 1940年 - 第二次世界大戦: タラント空襲。
- 1942年 - 第二次世界大戦: 連合国の北アフリカ上陸（トーチ作戦）に対抗して、ドイツ軍がフランスの非占領地域に進駐。
- 1944年 - 松代大本営が着工。
- 1951年 - 日本で3番目の民間放送ラジオ局、朝日放送（ABC）開局。
- 1952年 - 皇太子成年式、立太子の礼の一般参賀が皇居にて行われた[5]。
- 1955年 - 下中弥三郎・植村環・茅誠司・上代たの・平塚らいてう・前田多門・湯川秀樹の7人によって世界平和アピール七人委員会が結成される。
- 1960年 - 南ベトナムで軍事クーデター未遂事件起こる。
- 1965年 - ローデシアの白人政権がイギリスから一方的に独立を宣言。
- 1966年 - アメリカでジェミニ計画の最後の宇宙船「ジェミニ12号」が打ち上げ。
- 1967年 - 日本エスペラント協会会員の由比忠之進が、佐藤栄作首相宛にベトナム戦争反対の抗議書を携え、首相官邸近くで焼身自殺。
- 1968年 - モルディブが2度目の共和制に移行。イブラヒム・ナシルが初代大統領に就任。
- 1971年 - 川崎ローム斜面崩壊実験事故: 国立防災科学センターなどが川崎市で行った防災実験でがけ崩れ、15人が死亡。
- 1972年 - この日の運行をもって、東京都電の27系統の一部と32系統（のちの荒川線）を除いた全線が廃止。
- 1975年 - アンゴラがポルトガルからの独立を宣言。
- 1983年 - 新宿西口のキャッツ・シアターにて劇団四季がキャッツの日本公演をスタート。これが後に日本初のロングラン公演ミュージカルとなる。
- 1984年 - シンボリルドルフが菊花賞で勝利し、2年連続、日本競馬史上4頭目の三冠馬となる。また、無敗で中央競馬クラシック三冠を制したのは史上初[6]。
- 1984年 - 第3回世界女子柔道選手権大会で山口香が初優勝する。
- 1995年 - オウム真理教の麻原彰晃が著書でハルマゲドンが勃発すると予言していた日。日本各地で厳戒態勢が敷かれる。
- 1995年 - 岐阜県神岡町（現 飛騨市）の神岡鉱山の地下に世界最大のニュートリノ観測装置スーパーカミオカンデが完成。後に小柴昌俊、梶田隆章にノーベル賞をもたらした[7]。
- 1995年 - 米カリフォルニア州ロサンゼルスにおいて、『日系米国人退役軍人慰霊碑』の除幕式が執り行われる。
- 2000年 - オーストリアケーブルカー火災事故。トンネル内の火災で155人が死亡。
- 2015年 - 三菱航空機が開発したジェット旅客機MRJ（後にMitsubishi SpaceJetに改称）が初飛行[8]。
- 2020年 - 日経平均株価の終値がリーマン・ショック後、29年ぶりとなる25,000円台を回復[9]。
- 2022年 - ヘルソンの解放: ウクライナ軍がヘルソンを奪還し、ロシア軍撤退[10]。
- 2023年 - 2019年に中国湖南省長沙市で拘束され、反スパイ法容疑で懲役12年の実刑判決を受けた50代の日本人男性について、上訴が棄却され判決が確定した[11]。
- 2024年 - 特別国会にて自民党の石破茂総裁が総理大臣に指名され、後に任命される。

## 誕生日

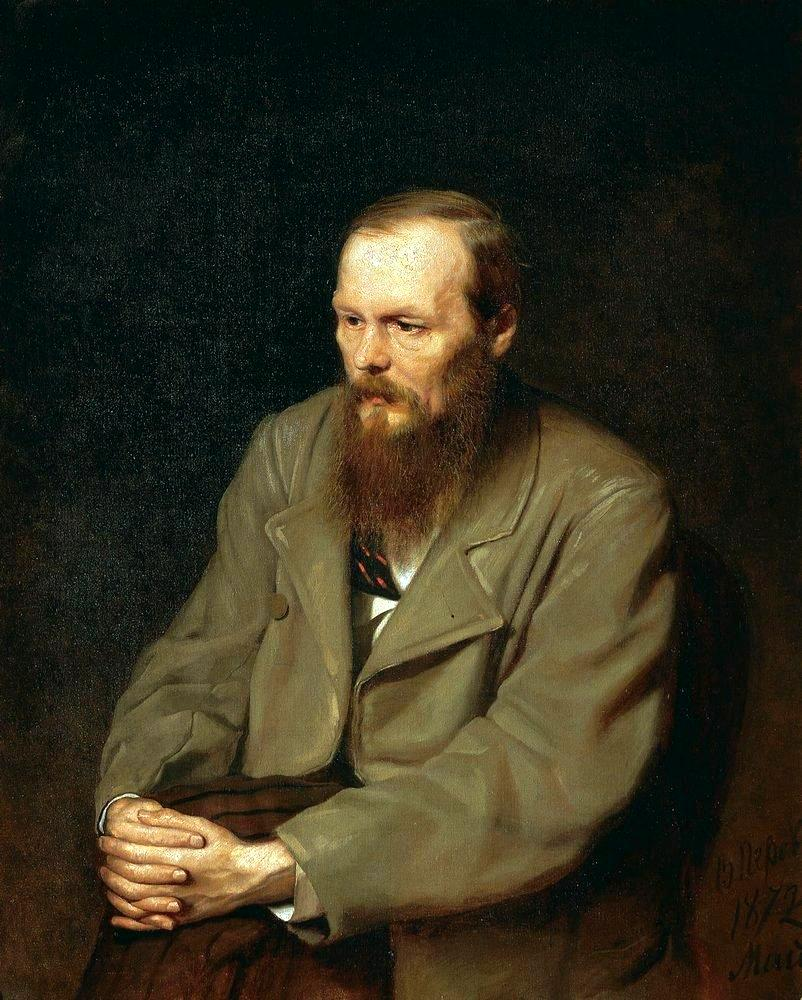
ロシアの小説家フョードル・ドストエフスキー（1821年）

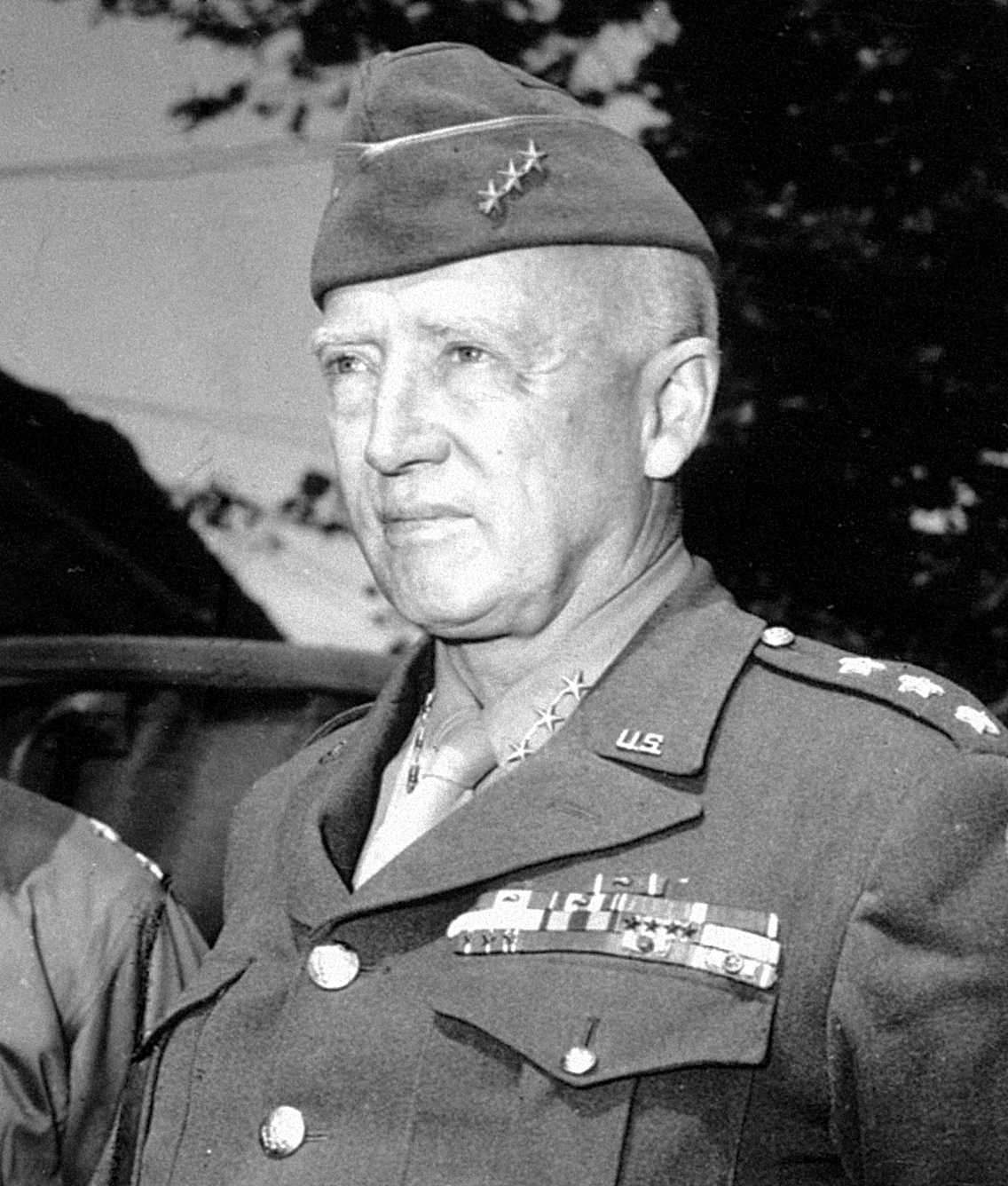
アメリカの陸軍軍人ジョージ・パットン（1885年）

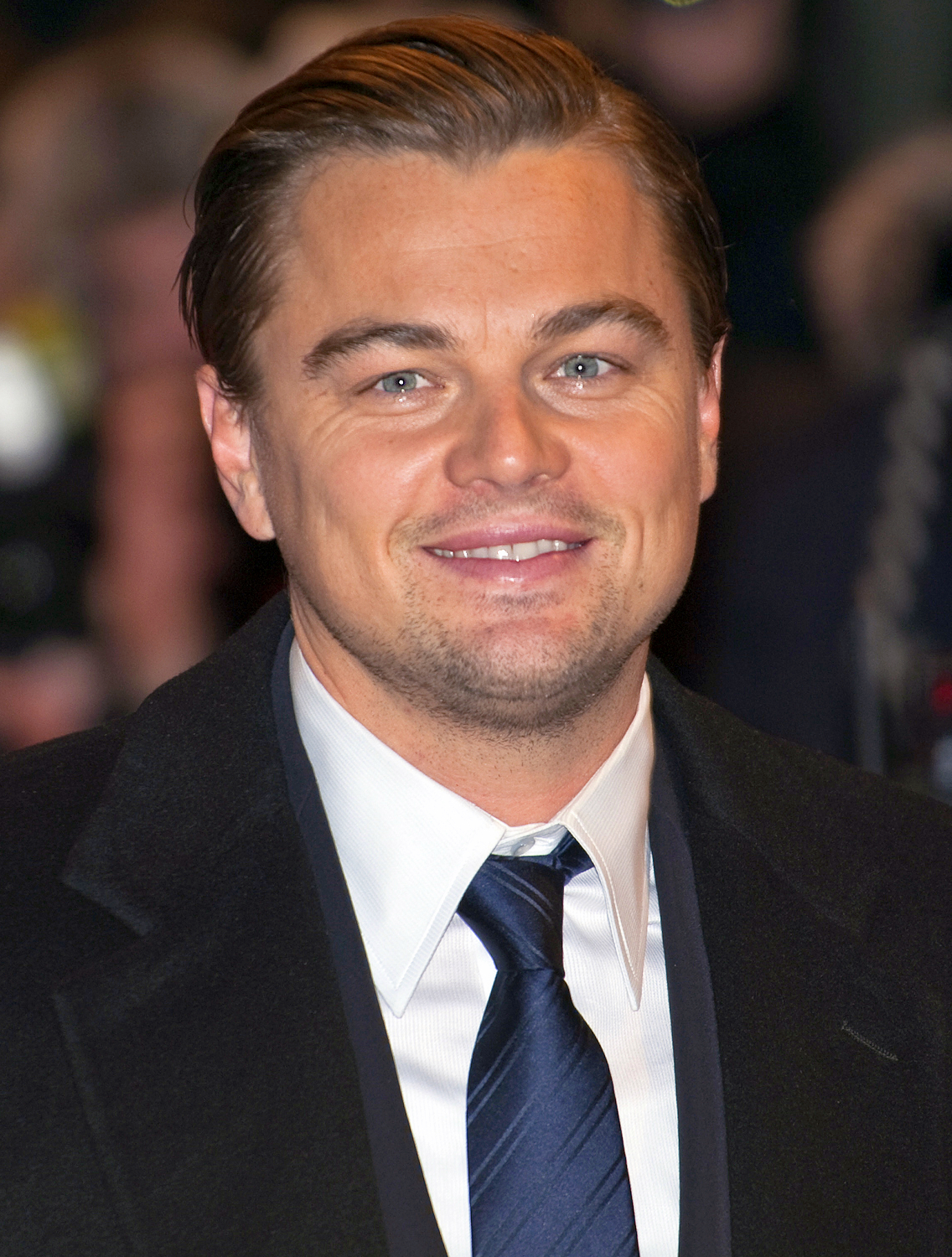
アメリカの俳優レオナルド・ディカプリオ（1974年）

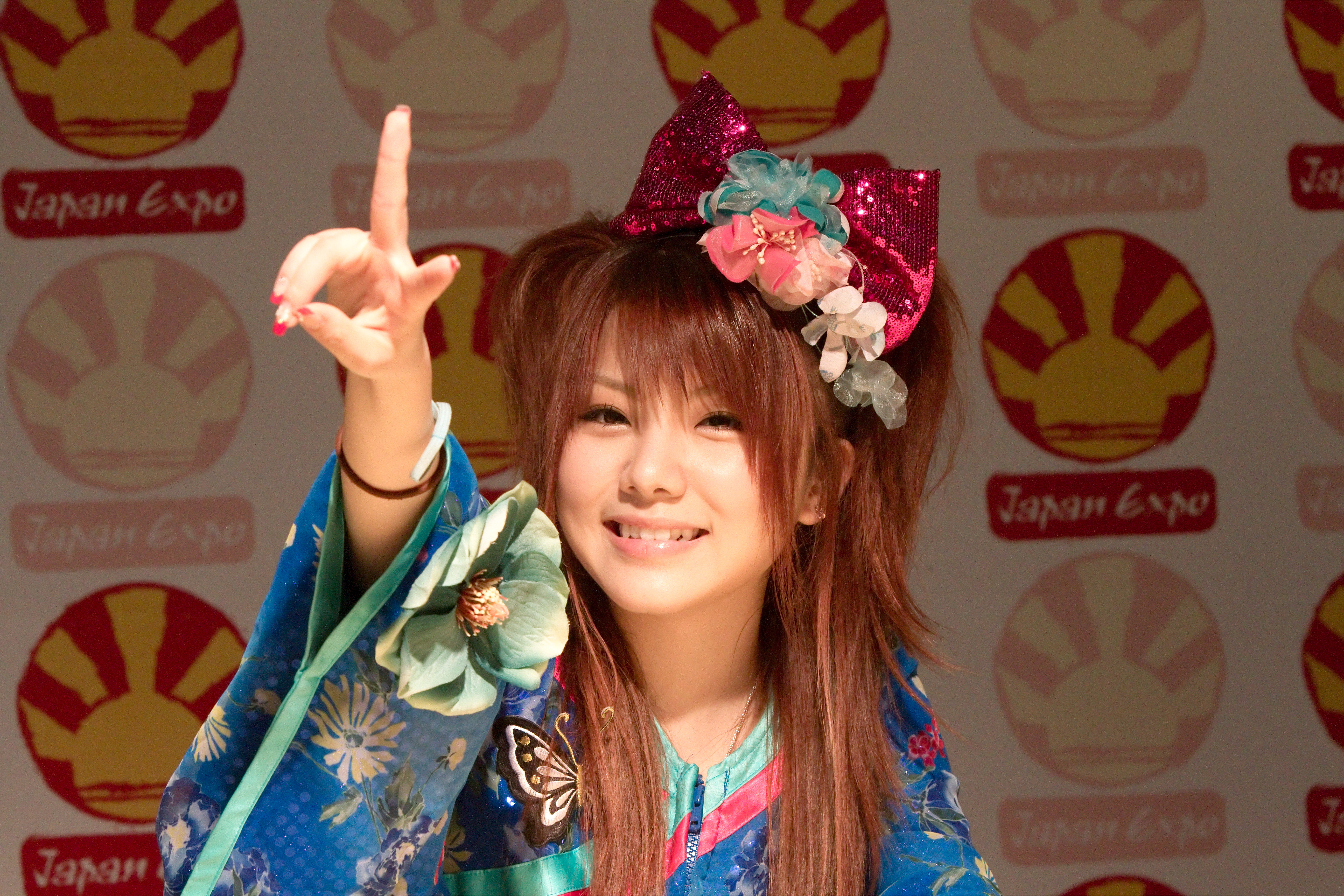
歌手・LoVendoЯメンバー、元モーニング娘。メンバー田中れいな

- 1579年 - フランス・スナイデルス[注 1]、画家（+ 1657年）
- 1591年（天正19年9月25日） - 伊達秀宗、初代宇和島藩主（+ 1658年）
- 1686年（貞享3年9月26日） - 山名豊就、村岡領主（+ 1747年）
- 1729年 - ルイ・アントワーヌ・ド・ブーガンヴィル、探検家、数学者、軍人（+ 1811年）
- 1737年（元文2年10月19日） - 前田利與、第6代富山藩主（+ 1794年）
- 1743年 - カール・ツンベルク、植物学者（+ 1828年）
- 1744年 - アビゲイル・アダムズ、第2代アメリカ合衆国大統領ジョン・アダムズの妻（+ 1818年）
- 1800年（寛政12年9月25日） - 松平直興、第8代母里藩主（+ 1854年）
- 1821年 - フョードル・ドストエフスキー、小説家、思想家（+ 1881年）
- 1840年（天保11年10月18日） - 松浦詮、第12代平戸藩主・伯爵（+ 1908年）
- 1852年 - フランツ・コンラート・フォン・ヘッツェンドルフ、軍人（+ 1925年）
- 1858年 - マリ・バシュキルツェフ、画家、彫刻家（+ 1884年）
- 1862年 - エマニュエル・デュ・マルゲリー、地質学者、地球物理学者（+ 1953年）
- 1863年 - ポール・シニャック、画家（+ 1935年）
- 1864年 - アルフレート・フリート、法学者（+ 1921年）
- 1866年 - アントワーヌ・メイエ、言語学者（+ 1936年）
- 1868年 - エドゥアール・ヴュイヤール、画家（+ 1940年）
- 1869年 - ガエタノ・ブレーシ、ウンベルト1世暗殺者（+ 1901年）
- 1869年 - ヴィットーリオ・エマヌエーレ3世、イタリア国王（+ 1947年）
- 1870年 - 鈴木大拙、仏教学者（+ 1966年）
- 1882年 - グスタフ6世アドルフ、スウェーデン王（+ 1973年）
- 1882年 - 織田一磨、版画家（+ 1956年）
- 1883年 - エルネスト・アンセルメ、指揮者（+ 1969年）
- 1885年 - ジョージ・パットン、軍人（+ 1945年）
- 1887年 - ローランド・ヤング（英語版）、俳優（+ 1953年）
- 1888年 - ヨハネス・イッテン、芸術家（+ 1967年）
- 1889年 - 佐佐木茂索、小説家（+ 1966年）
- 1891年 - ラビット・モランビル 、プロ野球選手（+ 1954年）
- 1898年 - ルネ・クレール、映画監督（+ 1981年）
- 1899年 - パット・オブライエン、俳優（+ 1983年）
- 1899年 - 奥野信太郎、中国文学者、随筆家（+ 1968年）
- 1899年 - パイ・トレイナー 、プロ野球選手（+ 1972年）
- 1900年 - ハリナ・コノパッカ、円盤投げ選手（+ 1989年）
- 1901年 - サム・スピーゲル、映画監督（+ 1985年）
- 1901年 - マクダ・ゲッベルス、ナチス・ドイツの宣伝大臣の妻（+ 1945年）
- 1904年 - J・H・C・ホワイトヘッド（英語版）、数学者（+ 1960年）
- 1904年 - アルジャー・ヒス、弁護士、スパイ（+ 1996年）
- 1906年 - 館稔、人口学者（+ 1972年）
- 1905年 - 藤田圭雄、児童文学者（+ 1999年）
- 1908年 - 沢村貞子、女優（+ 1996年）
- 1909年 - 小森和子、映画評論家 （+ 2005年）
- 1909年 - ロバート・ライアン、俳優（+ 1973年）
- 1911年 - マルタ・ゲネンゲル、競泳選手（+ 1995年）
- 1912年 - 佐々木猛、騎手、調教師
- 1914年 - ハワード・ファスト、小説家（+ 2003年）
- 1914年 - 楽以琴、エースパイロット（+ 1937年）
- 1915年 - ウィリアム・プロクスマイアド（英語版）、政治家（+ 2005年）
- 1918年 - 鳩山威一郎、政治家（+ 1993年）
- 1919年 - カッレ・パータロ（英語版）、小説家（+ 2000年）
- 1920年 - ヴァルター・クルピンスキー、ドイツ空軍のエース・パイロット（+ 2000年）
- 1920年 - ロイ・ジェンキンス、政治家（+ 2003年）
- 1921年 - 大西寛介、プロ野球選手（+ 1987年）
- 1922年 - カート・ヴォネガット、小説家（+ 2007年）
- 1922年 - ジョージ・ブレイク、外交官、スパイ（+ 2020年）
- 1923年 - 阿部桂一、脚本家（+ 1991年）
- 1926年 - 片山明彦、俳優（+ 2014年）
- 1928年 - カルロス・フエンテス、小説家（+ 2012年）
- 1929年 - 清水貢、高校野球指導者（+ 2010年）
- 1930年 - 常見忠、プロ野球選手、釣り師（+ 2011年）
- 1930年 - 柴田英治、プロ野球選手（+ 1999年）
- 1932年 - 鵜飼勝美、元プロ野球選手
- 1933年 - 辻村寿三郎、人形師（+ 2023年）
- 1933年 - 中井光雄、競輪選手（+ 2020年）
- 1933年 - 財部鳥子、詩人（+ 2020年）
- 1933年 - 池田敬子、体操選手（+ 2023年）
- 1933年 - 塚原仲晃、医学者（+ 1985年）
- 1934年 - ナディーヌ・トランティニャン、映画監督
- 1935年 - 朝崎郁恵、唄者
- 1935年 - 佐川守一、元プロ野球選手
- 1937年 - 養老孟司、解剖学者
- 1939年 - 奥山かずお、児童文学作家（+ 2010年）
- 1939年 - 小島敏男、政治家
- 1940年 - バロン吉元、漫画家
- 1941年 - 葛西治、アニメ監督
- 1944年 - 柳本卓治、政治家
- 1945年 - 佐々木憲昭、政治家
- 1945年 - 宮谷一彦、漫画家（+ 2022年）
- 1945年 - 横田順彌、SF作家、明治文化研究家（+ 2019年）
- 1946年 - 秋葉敬三、元プロ野球選手
- 1949年 - 樹村みのり、漫画家
- 1949年 - 河井昭司、元プロ野球選手
- 1950年 - 藤田康夫、元野球選手
- 1951年 - キム・ピーク、サヴァン症候群の患者（+ 2009年）
- 1952年 - 吉幾三、演歌歌手
- 1952年 - カマ・シウォール・カマンダ、詩人、作家、語り部
- 1954年 - 徳山文宗、元プロ野球選手
- 1955年 - ジグミ・シンゲ・ワンチュク、第4代ブータン国王
- 1955年 - 山本喜代宏、政治家
- 1956年 - 見岳章、ミュージシャン
- 1957年 - 柿沼清史、ミュージシャン（スターダストレビュー）
- 1958年 - 入不二基義、哲学研究者
- 1958年 - 龍居由佳里、脚本家
- 1959年 - 田中美佐子、女優
- 1959年 - フランク・ランペン、元プロ野球選手
- 1960年 - ダンプ松本、プロレスラー、タレント
- 1960年 - スタンリー・トゥッチ、俳優
- 1962年 - 堤信子、アナウンサー、リポーター
- 1962年 - デミ・ムーア、女優
- 1964年 - 岩本千春、女優
- 1964年 - 中西圭三、歌手
- 1964年 - 曽根麻矢子、チェンバロ奏者
- 1965年 - 飯村真一、アナウンサー
- 1965年 - 永野椎菜、ミュージシャン（TWO-MIX）
- 1965年 - オキサイド・パン、映画監督
- 1966年 - 窪之内英策、漫画家
- 1966年 - アリソン・ドゥーディ、女優
- 1966年 - 旭純、ミュージシャン
- 1969年 - 浜名千広、元プロ野球選手
- 1969年 - 松井繁、競艇選手
- 1969年 - 寺田貴信、ゲームクリエイター
- 1969年 - 田中晶子、ヴァイオリニスト
- 1970年 - 高田景子、アナウンサー
- 1971年 - 櫛部静二、陸上競技選手、城西大学男子駅伝部監督
- 1971年 - 首藤康之、バレエダンサー、俳優
- 1971年 - レイ・オルドニェス、元プロ野球選手
- 1972年 - ダニエル・リオス、元プロ野球選手
- 1973年 - マギー審司、お笑いタレント
- 1973年 - 山田みほ、声優
- 1974年 - レオナルド・ディカプリオ、俳優
- 1975年 - 大畑大介、元ラグビーユニオン選手
- 1975年 - 野中りえ、タレント
- 1976年 - ジェイソン・グリーリ、元プロ野球選手
- 1976年 - 水野輝昭、漫画家
- 1977年 - マイク・バシック、プロ野球選手
- 1977年 - マニシェ、元サッカー選手
- 1979年 - バーバロ・カニザレス、元プロ野球選手
- 1980年 - 遠藤幸佑、元ラグビーユニオン選手
- 1981年 - ギヨーム・ド・リュクサンブール、ルクセンブルク大公世子
- 1981年 - ナタリー・グレボヴァ、2005年度ミス・ユニバース
- 1981年 - Tiara、歌手
- 1982年 - 東原亜希、タレント
- 1982年 - 与沢翼、投資家
- 1983年 - 山口鉄也、元プロ野球選手
- 1983年 - 蒼井そら、タレント、元AV女優
- 1983年 - 鈴木達央、声優、歌手（元OLDCODEX）
- 1983年 - 芦沢明、元プロ野球選手
- 1983年 - フィリップ・ラーム、元サッカー選手
- 1983年 - マット・ガーザ、プロ野球選手
- 1984年 - 山下結穂、女優
- 1984年 - ルース・カーニー、女優
- 1985年 - 佐藤義朗、元アナウンサー
- 1985年 - ルートン・シェルトン、サッカー選手（+ 2021年）
- 1986年 - マーク・サンチェス、元アメリカンフットボール選手
- 1986年 - さかいかな、声優
- 1987年 - 手越祐也、歌手、タレント（元NEWS、元テゴマス）
- 1987年 - まなせゆうな、プロレスラー
- 1988年 - 小松未可子、女優、声優
- 1988年 - 谷ちあき、ファッションモデル
- 1989年 - 田中れいな、歌手（元LoVendoЯ、元モーニング娘。）
- 1989年 - アダム・リッポン、フィギュアスケート選手
- 1989年 - 小見川千明、女優、声優
- 1989年 - 河西美希、ファッションモデル、YouTuber
- 1989年 - ステファニー・ガードナー、フィギュアスケート選手
- 1989年 - 藤澤亨明 、元プロ野球選手
- 1990年 - 切陽什姐、陸上競技選手
- 1990年 - ジョルジニオ・ワイナルドゥム、サッカー選手
- 1990年 - 濱井正吾、教育系ライター
- 1990年 - 葵ちひろ、元AV女優
- 1991年 - 小野寺佳歩、カーリング選手
- 1992年 - 糸原健斗、プロ野球選手
- 1992年 - らっだぁ、ゲーム実況者、配信者
- 1993年 - 林祐衣、ダンサー
- 1994年 - 田中優奈、元アナウンサー
- 1994年 - 松井千士、ラグビーユニオン選手
- 1995年 - 園田みおん、元AV女優
- 1996年 - 星風まどか、女優、元宝塚歌劇団花組・宙組トップ娘役
- 1996年 - 高木由梨奈、フリーアナウンサー
- 1996年 - 佐倉ねね、AV女優
- 1996年 - 菅なな子、元アイドル（元SKE48）
- 1996年 - ロビン・ル・ノルマン 、サッカー選手
- 1997年 - 青木陸、元プロ野球選手
- 1998年 - 黒崎レイナ、女優、ファッションモデル
- 2000年 - 田澤廉、陸上選手
- 2000年 - 花音うらら、AV女優
- 2001年 - 板倉可奈、アイドル（CUTIE STREET）
- 2002年 - 安嶋秀生、アイドル（ジュニア､少年忍者）
- 2002年 - 清水ひまわり 、元アイドル（元マジカル・パンチライン）
- 2002年 - 山野光、俳優、ダンサー
- 2003年 - 藤波朱理、レスリング選手
- 2003年 - 泰勝利、プロ野球選手
- 2005年 - 櫻井梨央、アイドル（モーニング娘。）
- 2006年 - 安原琉那、女優
- 生年不詳 - 凪七瑠海、女優、宝塚歌劇団専科男役スター
- 生年不詳 - 千歳まち、女優、モデル、脚本家
- 生年不詳 - 瀬戸万莉愛、アイドル、歌手、モデル、コスプレイヤー、レースクイーン
- 生年不詳 - コーヘー、ミュージシャン（ホイフェスタ）
- 生年不詳 - 土屋トシヒデ、声優
- 生年不明 - 早瀬俊行、声優
- 生年不詳 - 三上小又、漫画家
- 生年不詳 - 天神子兎音、VTuber
- 生年不詳 - 橘ひなの、VTuber
- 生年不詳 - ミンカ・リー、元ネットアイドル（元DANCEROID）

## 忌日

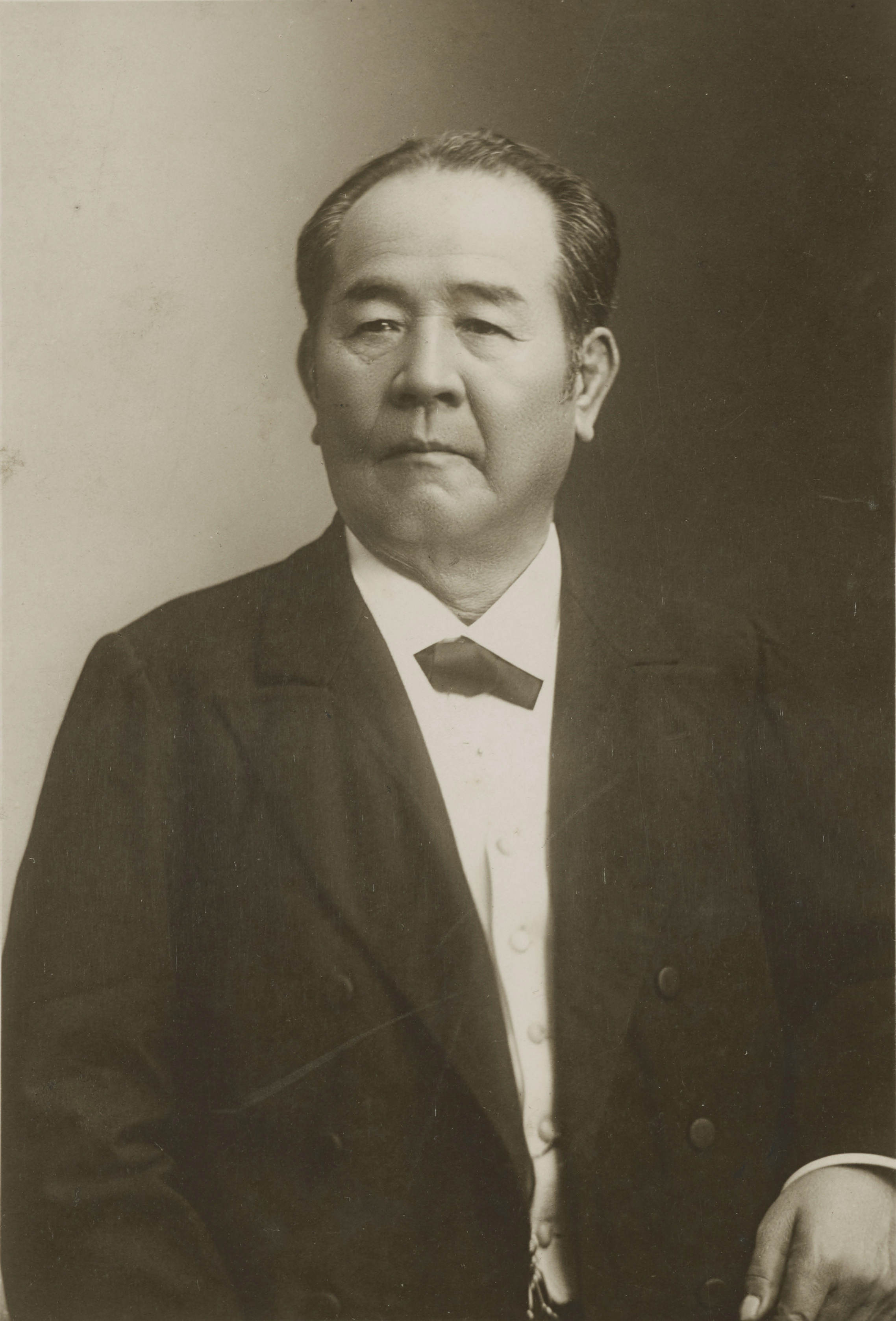
渋沢栄一(1840 - 1931)没。画像は渋沢資料館所蔵のもの。

- 397年 - トゥールのマルティヌス、キリスト教の聖人（* 316年頃）
- 683年 - ヤズィード1世、ウマイヤ朝のカリフ（* 645年）
- 1085年（応徳2年10月21日） - 橘為仲、歌人（* 1014年頃）
- 1130年 - テレサ・デ・レオン、ポルトゥカーレ伯エンリケの妃（* 1080年）
- 1238年（嘉禎4年10月4日） - 松殿師家、平安時代・鎌倉時代の公卿（* 1172年）
- 1358年（正平13年/延文3年10月10日） - 新田義興、南朝方の武将（* 1331年）
- 1510年 - ボフスラフ・ハシシュテインスキー＝ロプコヴィツ、人文主義者（* 1460年または1461年）
- 1527年（永正14年10月28日） - 武田元繁、安芸国の戦国大名（* 1467年）
- 1614年（慶長19年10月10日） - 奥平家昌、宇都宮藩主（* 1577年）
- 1675年 - トーマス・ウィリス、医師、王立協会創設メンバー（* 1621年）
- 1686年 - ルイ2世、コンデ公（* 1621年）
- 1751年 - ジュリアン・オフレ・ド・ラ・メトリー、哲学者（* 1709年）
- 1790年 - ニコラウス・フォン・パカッシー（ドイツ語版）、建築家（* 1716年）
- 1806年 - ヨーゼフ・ゴットリープ・ケールロイター、植物学者（* 1733年）
- 1807年 - ジャン＝エドゥアール・アダム（フランス語版）、化学者、物理学者（* 1768年）
- 1809年 - ジャン＝ジョゼフ・タイヤソン、画家、美術評論家（* 1745年）
- 1810年 - ヨハン・ゾファニー、画家（* 1733年）
- 1831年 - ナット・ターナー、アメリカ合衆国の奴隷反乱指導者（* 1800年）
- 1855年（安政2年10月2日） - 戸田忠太夫、水戸藩家老（* 1804年）
- 1855年（安政2年10月2日） - 藤田東湖、儒学者（* 1806年）
- 1855年 - セーレン・キェルケゴール、哲学者（* 1813年）
- 1861年 - ペドロ5世、ポルトガル王（* 1837年）
- 1862年 - ジェイムズ・マディソン・ポーター、第18代アメリカ合衆国陸軍長官（* 1793年）
- 1869年 - ロバート・ウォーカー、第18代アメリカ合衆国財務長官（* 1801年）
- 1878年 - ステファン・ミトロフ・リュビシャ（英語版）、作家、政治家（* 1824年）
- 1884年 - アルフレート・ブレーム、動物学者、作家（* 1829年）
- 1886年 - ポール・バート（フランス語版）、医師、生理学者、政治家（* 1833年）
- 1892年 - 山田顕義、初代司法大臣、日本大学創設者（* 1844年）
- 1911年 - 川上音二郎、俳優、興行師（* 1864年）
- 1912年 - ユゼフ・ヴィエニャフスキ、作曲家、ピアニスト（* 1837年）
- 1917年 - リリウオカラニ、ハワイ王国最後の国王（* 1838年）
- 1918年 - ジョージ・プライス、カナダ軍の二等兵、第一次世界大戦最後の戦死者（* 1892年）
- 1927年 - ウィルヘルム・ヨハンセン、植物学者、遺伝学者（* 1857年）
- 1931年 - 渋沢栄一、実業家、第一国立銀行（現みずほ銀行・みずほコーポレート銀行）頭取（* 1840年）
- 1934年 - 塚田清市、大日本帝国の陸軍軍人（* 1855年）
- 1937年 - 瓜生外吉、日本海軍の大将（* 1857年）
- 1938年 - メアリー・マローン、世界初のチフス菌の健康保菌者（* 1869年）
- 1939年 - 村上華岳、日本画家（* 1888年）
- 1939年 - ヤン・オプレタル、プラハの反ナチスデモで殺害されたカレル大生（* 1915年）
- 1944年 - 松旭斎天勝、奇術師（* 1886年）
- 1945年 - ジェローム・カーン、作曲家（* 1885年）
- 1951年 - 臼田亞浪、俳人（* 1879年）
- 1952年 - 2代目林家染丸、落語家（* 1867年）
- 1953年 - 桜井小太郎、建築家（* 1870年）
- 1955年 - ジェームス・P・ジョンソン（英語版）、ピアニスト、作曲家（* 1894年）
- 1957年 - 竹内金太郎[12]、弁護士（* 1870年）
- 1958年 - アンドレ・バザン、映画評論家（* 1918年）
- 1959年 - 久保田権四郎、発明家、クボタ創業者（* 1870年）
- 1966年 - 加藤顕清、彫刻家（* 1894年）
- 1967年 - レスター・R・フォード（英語版）、数学者（* 1886年）
- 1967年 - 由比忠之進、弁理士、反戦運動家（* 1894年）
- 1967年 - 清原邦一、検察官、弁護士、元検事総長（* 1899年）
- 1968年 - ジャンヌ・ドゥメッシュー（ドゥメシュ）、オルガニスト、ピアニスト、作曲家（* 1921年）
- 1969年 - 長谷川如是閑、ジャーナリスト・思想家（* 1875年）
- 1970年 - 仲田定之助、美術評論家、美術家（* 1888年）
- 1971年 - 藤倉武男、政治家、第2代-5代目成田市長（* 1900年）
- 1973年 - アルトゥーリ・ヴィルタネン、化学者（* 1895年）
- 1976年 - アレクサンダー・カルダー、彫刻家、美術家（* 1898年）
- 1979年 - ディミトリ・ティオムキン、作曲家（* 1895年）
- 1981年 - 篠田弘作、自治大臣（* 1899年）
- 1983年 - アルノ・ババジャニアン、作曲家（* 1921年）
- 1986年 - 平野威馬雄、詩人、フランス文学者（* 1900年）
- 1987年 - 三代目地崎宇三郎、政治家、運輸大臣（* 1919年）
- 1990年 - ヤニス・リッツォス、詩人、政治活動家（* 1909年）
- 1991年 - モートン・スティーブンス（英語版）、映画音楽作曲家（* 1929年）
- 1991年 - 高橋一俊、殺陣師（* 1943年）
- 1992年 - ハリー・B・カニンガム（英語版）、実業家、Kmart共同設立者（* 1907年）
- 1992年 - アール・メドウス、元陸上競技選手、1936年ベルリンオリンピック金メダリスト（* 1913年）
- 1993年 - 市川篤二[13]、医学者、国立病院医療センター名誉院長、東京大学名誉教授（* 1902年）
- 1993年 - 赤城宗徳、政治家、内閣官房長官、農林大臣（* 1904年）
- 1993年 - 早崎治、写真家（* 1933年）
- 1993年 - リサ・デリュー、ポルノ女優（* 1958年）
- 1994年 - エリザベス・マコンキー、作曲家（* 1907年）
- 1994年 - クリスチャン・プラウダ（英語版）、アルペンスキー選手（* 1927年）
- 1995年 - 徳田與吉郎、実業家、政治家、元石川県金沢市長（* 1906年）
- 1998年 - 淀川長治、映画評論家（* 1909年）
- 1998年 - ジェラール・グリゼー、作曲家（* 1946年）
- 1998年 - ケニー・カークランド、ジャズピアニスト（* 1955年）
- 1998年 - 栗木孝幸、プロ野球選手（* 1929年）
- 1999年 - 大田山一朗、大相撲力士（* 1924年）
- 1999年 - メアリー・ケイ・バーグマン、声優（* 1961年）
- 2001年 - 杉浦忠、プロ野球選手、監督 （* 1935年）
- 2002年 - 江上波夫、考古学者（* 1906年）
- 2003年 - 山崎喜陽、雑誌『鉄道模型趣味』主筆（* 1921年）
- 2003年 - 嶋俊介、声優（* 1932年）
- 2004年 - 柳原義達、彫刻家（* 1910年）
- 2004年 - ヤーセル・アラファート、パレスチナ解放機構議長（* 1929年）
- 2004年 - 荻島眞一、俳優（* 1946年）
- 2005年 - ピーター・ドラッカー、経営学者（* 1909年）
- 2005年 - 世古真臣、経営者、元旭化成工業社長（* 1926年）
- 2006年 - エスター・レダーバーグ（英語版）、微生物学者、細菌遺伝学者（* 1922年）
- 2006年 - 宇井純、公害・環境科学者（* 1932年）
- 2006年 - ジャブ・クハニール、歌手（* 1957年）
- 2006年 - 村田渚、お笑い芸人（鼻エンジン、フォークダンスDE成子坂） （* 1971年）
- 2007年 - 林田悠紀夫、政治家、元京都府知事・法務大臣（* 1915年）
- 2007年 - デルバート・マン、映画監督、演出家（* 1920年）
- 2007年 - 関本忠弘、日本電気会長（* 1926年）
- 2007年 - 草薙幸二郎、俳優（* 1929年）
- 2008年 - 加藤一郎、法学者（* 1922年）
- 2008年 - ハーブ・スコア、プロ野球選手（* 1933年）
- 2009年 - 安藤巌、政治家、弁護士（* 1925年）
- 2009年 - 河津龍介[14]、元テレビ熊本社長（* 1928年）
- 2010年 - ディノ・デ・ラウレンティス、映画プロデューサー（* 1919年)
- 2011年 - 田中昭二、応用物理学者、東京大学名誉教授（* 1927年）
- 2013年 - 朴東鎮、外交官、元大韓民国外交部長官（* 1922年）
- 2014年 - 松野純孝、仏教思想史学者、元上越教育大学学長（* 1919年）
- 2014年 - 荒田忠典[15]、実業家、元ジュビロ磐田社長、元ヤマハ発動機副社長（* 1933年）
- 2014年 - 嶋雅二、実業家、元J-オイルミルズ社長（* 1934年）
- 2014年 - 増田孝介、銀行家、元みちのく銀行頭取（* 1935年）
- 2014年 - 井上夕香[16]、児童文学作家（* 1935年）
- 2014年 - ビッグ・バンク・ハンク、ラッパー（シュガーヒル・ギャング）（* 1956年）
- 2015年 - 今野栄喜、実業家、元旭化成工業副社長（* 1924年）
- 2016年 - 道志郎、オルガン奏者（* 1924年）
- 2016年 - ロバート・ヴォーン、俳優（* 1932年）
- 2016年 - 2代目英太郎、新派俳優（* 1935年）
- 2016年 - りりィ、シンガーソングライター、女優（* 1952年）
- 2016年 - ヴィクター・ベイリー、ベーシスト（* 1960年）
- 2017年 - キルティ・ニディ・ビシュタ、政治家、元ネパール首相（* 1927年）
- 2017年 - チキト・デ・ラ・カルサーダ、コメディアン、俳優、歌手（* 1932年）
- 2018年 - ダグラス・レイン、俳優（* 1928年）
- 2018年 - ドナルド・マッケイグ、小説家（* 1940年）
- 2018年 - 園田博之、政治家（* 1942年）
- 2018年 - 石坂博史[17]、経営者、元ひよ子社長（* 1950年）
- 2019年 - 米山稔、実業家、ヨネックス創業者（* 1924年）
- 2019年 - 中村正、俳優、声優（* 1929年）
- 2019年 - 出光豊、実業家、元新出光社長（* 1930年）
- 2019年 - 平川幸男、漫才師、歌手（* 1941年）
- 2020年 - ゴンサロ・リベイロ・テレス、造園家、政治家（* 1922年）
- 2020年 - ジュリアナ・ミヌッツォ（英語版）、アルペンスキー選手（* 1931年）
- 2020年 - ハリーファ・ビン・サルマン・アル・ハリーファ（英語版）、王族、政治家、元バーレーン首相（* 1935年）
- 2020年 - カルロス・カンポス、元サッカー選手（* 1937年）
- 2020年 - 熊本典道、裁判官、弁護士（* 1938年）
- 2020年 - 岩名雅記、舞踏家、映像作家、声優（* 1945年）
- 2021年 - 井上実[18]、銀行家、元東京銀行（現三菱UFJ銀行）頭取（* 1924年）
- 2021年 - 糸魚川淳二、地質学者、古生物学者、名古屋大学名誉教授、元豊橋市自然史博物館館長（* 1929年）
- 2021年 - フレデリック・ウィレム・デクラーク、政治家、第7代南アフリカ大統領（* 1936年）
- 2022年 - 青木淳一、動物学者、横浜国立大学名誉教授（* 1935年）
- 2022年 - 村田兆治、元プロ野球選手（* 1949年）
- 2022年 - キース・レヴィン、ギタリスト（ザ・クラッシュ）（* 1957年）
- 2023年 - 若林正俊、政治家、第43・45・46代農林水産大臣、第8代環境大臣（* 1934年）
- 2023年 - カレル・シュヴァルツェンベルク、政治家、外交官、元外務大臣（* 1937年）
- 2023年 - チャンドラ・モーハン、俳優（* 1945年）
- 2023年 - ラファエル・ドワミーナ、サッカー選手（* 1995年）
- 2024年 - 山口剛、テレビプロデューサー（* 1937年）

## 記念日・年中行事

### 海外（日本以外）
- 聖マルティヌスの日
聖マルティヌスの聖名祝日。西ヨーロッパでは収穫祭などの民俗行事が行われる。
- 第一次世界大戦終結にちなんだ祝祭日
1918年11月11日に第一次世界大戦が停戦したことを記念し、特にヨーロッパ各地でこの日が祝日や記念日になっている。
  - 戦没者追悼記念日（英語: Remembrance Day）、ポピー・デー（英: Poppy Day）（ イギリス・ カナダ）
  - 退役軍人の日（英: Veteran's Day）（ アメリカ合衆国）
  - 休戦記念日（フランス語: Jour de l'Armistice)（ フランス・ ベルギー）
- カルタヘナ独立記念日（ コロンビア）
1811年のこの日、ヌエバ・グラナダ（現在のコロンビア）のカルタヘナ・デ・インディアスがスペインからの独立を宣言した。
  - 独立記念日（ポーランド語: Narodowe Święto Niepodległości）（ ポーランド）
第一次世界大戦の停戦により、ドイツとソビエト連邦から領土が割譲されてポーランドが再置されたことを記念。かつてはソ連がポーランド国民解放委員会を設立した（1944年）7月22日だったが、民主化後に変更された。
- 独立記念日（ アンゴラ）
1975年のこの日、アンゴラがポルトガルからの独立を宣言した。
- 光棍節（独身の日、 中国）
独身者のための記念日。中華人民共和国では（特に男性の）独身者のことを「光棍」（つるつるの棒の意）といい、11月11日は棒が4本並んでいるように見えることから、1990年ごろから学生の間で祝われるようになった。この日、中国の多くの電子商取引プラットフォーム（淘宝網、天猫、京東 など）がプロモーション活動を行います。
- ペペロデー ( 韓国)
親しい人にチョコプレッツェル菓子を贈るイベント。
- モルディブ共和国記念日
- カート・ヴォネガットの日
ヴォネガットの誕生日。ニューヨーク市が制定。

### 日本
数字がゾロ目で覚えやすく、多くの団体や企業がこの日を記念日にしている。特に形を数字の「1」に見立てた棒状の食品・日用品の記念日が多い。2022年11月6日時点で日本記念日協会が認定した11月11日の記念日は59件あり、一年の中で最も多い日となっていたが、翌2023年には8月8日の記念日が増えた。2024年11月時点では1位が8月8日（71種類）、2位が10月10日（68種類）、3位が11月11日（65種類）となっている。
- うまい棒の日
株式会社やおきんが制定[22]。「うまい棒」は2019年に発売40周年を迎え、これからも多くの人に愛され続けるようにとの願いが込められている。日付は、「うまい棒」を4本並べると1111と似ていることから[23]。
- 豚まんの日
「(11)」が豚の鼻に見える事から。
- いただきますの日
「いただきますの日」普及推進委員会が2011年に制定。「1111」が並んだ箸に見えることから11月11日と毎月11日に設定[24]。
- 麺の日
全国製麺協同組合連合会が1999年に制定。「1111」が麺の細長いイメージにつながることから。
- ポッキー&プリッツの日
江崎グリコが1999年（平成11年）11月11日に制定[25]。「1111」が4本のポッキーあるいはプリッツに見えることに由来。以後、毎年キャンペーンを実施している。
- きりたんぽの日
秋田県鹿角市の「かづのきりたんぽ倶楽部」が制定。「1111」が、囲炉裏で焼いている4本のきりたんぽに見えることに由来。
- もやしの日[26]
「1111」がもやしを4本並べたように見えることに由来[27]。
- 鮭の日
新潟県村上市が1988年ごろ制定。他に築地市場の北洋物産会も制定。いずれも、「鮭」という漢字が魚偏に「十一十一」と書くことに由来。
- ピーナッツの日
全国落花生協会が1985年に制定。ピーナッツは1つの殻に2粒の豆が双子のように同居している特徴があるので、ぞろ目の11に由来。
- たくあんの日
全国各地の漬物協同組合、製造業、卸売業などの団体で構成される全日本漬物協同組合連合会が制定。日本の漬物の代表格であるたくあんの需要拡大を図ることが目的。日付は11月11日という文字が、たくあん用の大根を並べて干してある様子に似ていることと、たくさんの「1＝わん＝あん」があることから。
- キリン一番搾りの日
キリンビール株式会社九州統括本部が制定。商品名に含まれる数字の「一」が一年の中で最も多く並ぶ日であることから。
- 棒ラーメンの日
株式会社マルタイが制定。棒ラーメンの形状及び梱包方法（1パックに2食入り）が11に似ていることから。
- スティックパンの日
山崎製パンが制定。スティック状のパンが1が並んでいるように見えることから。
- ヤンヤンつけボーの日
株式会社明治が制定。スティック状のクラッカーの形状が数字の1に似ていることから。
- 岩下の新生姜の日
岩下食品が制定。岩下の新生姜の細長い形状が数字の1に似ていることから。
- 串カツ田中の日
株式会社串カツ田中が制定。「1111」が串が並んでいるように見えることから。
- ゴボチの日
株式会社デイリーマームが制定。ゴボチとはごぼうを揚げたごぼうチップスで、2011年11月11日に販売を開始したことから。
- チーズの日
日本輸入チーズ普及協会とチーズ普及協議会が1992年に制定。日本史上、チーズの製造が確認される最古の記録が、700（文武天皇4）年10月に、全国に「酥（そ）」（現在のチーズに近い発酵食品）の製造を命じたというものであることに由来。10月を新暦に置き換えた11月として、さらに覚えやすい11日とした[28]。
- 生ハムの日
一般社団法人日本生ハム協会が制定。生ハムの生産が盛んなスペインで古くから「サン・マルティンの日」である11月11日に豚を加工し生ハムを作る習慣があることから。

- 美しいまつ毛の日
株式会社アルマードが2011年に制定。「1111」の数字をまつ毛になぞらえ、それが1年の中で最も多く並ぶ日付であることから。一生涯つき合う自分の地まつ毛も、美しく健康的に保つことが大切、というコンセプトを呼びかけるため。
- 配線器具の日
日本配線器具工業会（現・日本配線システム工業会）が1999年に制定。コンセントの差込口の形状が「1111」に見えることに由来。また、「秋の火災予防週間」の期間中であり、電気利用の安全啓発も兼ねる。
- 靴下の日（ペアーズデー・恋人たちの日）
日本靴下協会が1993年に制定。靴下を2足並べた時の形が11 11に見えることに由来。1年に1度、同じ数字のペアが重なる日であることから、恋人同士（ペア）で靴下を贈り合おうと呼びかけるため。
- 下駄の日
伊豆長岡観光協会が制定。下駄の足跡が「11 11」に見えることに由来。
- ライターの日
日本喫煙具協会が制定。一般的な細長いライターを並べると「11 11」に見えることに由来。
- 鏡の日
全日本鏡連合会が2006年に制定。「11 11」や縦書きにした「十一 十一」が左右対称であることから。
- 電池の日
日本乾電池工業会（電池工業会）が1986年に制定。数字の部分を漢数字で書いた「十一十一」が「プラス・マイナス・プラス・マイナス」に見えることに由来。
- プラズマクラスターの日
シャープ株式会社が制定。プラズマクラスターの+（プラス）と−（マイナス）のイオンを「十一」に見立てたもの。

- チンアナゴの日
すみだ水族館により2013年に日本記念日協会に申請され、制定された[29]。チンアナゴが砂の中から体を出す姿が数字の「1」に似ており、群れで暮らす習性があることから、一年間に最も「1」が集まる日付を選んだ[30]。
- サッカーの日
ミズノの直営店・エスポートミズノが制定。サッカーが11人対11人で行うスポーツであることに由来。
- いい獣医の日
11と11で「いい獣医」と読む語呂合わせにちなみ、獣医師、獣医療、獣医学とその周辺領域の認知向上と今後の更なる発展を標榜し、目的とすることで制定された。
- ゆびリンガルの日
アシーマが制定。業種別多言語相互会話ツール「ゆびリンガル」が指を使って会話をするツールであり、数字の「1」が指に似ていることに由来。
- 折り紙の日
日本折紙協会が制定。世界平和記念日であること（折り紙と千羽鶴の関係）と、1を4つ組み合わせると折紙の形である正方形になることに由来。
- 煙突の日
「1111」が、煙突が4本立っているように見えることに由来。
- コピーライターの日
宣伝会議が、コピーライター養成講座を開講して50周年になる2007年に制定。1111が鉛筆が並んだように見えることに由来。
- 磁気の日
磁気治療器「ピップエレキバン」のピップフジモトが1992年に制定。磁石のN極 (+) とS極 (-) を「十一」に見立てたことに由来。
- 公共建築の日
数字の「1」が4つ並ぶ「1111」を建物の基本的な構造を象徴する4本の「柱」とイメージしたもの。日本公共建築協会が制定。国会議事堂の完成年月が昭和11年11月であることにも由来。
- 介護の日
厚生労働省が2008年7月27日に発表・制定。「いい日、いい日、毎日あったか介護ありがとう」というキャッチフレーズより「いい（11）日いい(11)日」の語呂合わせから。
- ベースの日
音楽プロデューサー・ベーシストの亀田誠治が提案[21]。クラウドファンディングによる支援を経て2014年に制定された[31]。弦楽器のベースに張られた四本の弦を1に見立てたことから決められた。
- 寿司くんの足の日
ヤバイTシャツ屋さんのこやまたくや(Gt.Vo)ことkoyama takuyaが大阪芸術大学在学中に手がけたゆるふわ系(?)アニメのメインキャラクター「寿司くん」が2匹並んだ際に11月11日に見えることから。11月11日になるとTwitterの寿司くんのアカウントは「寿司くんの足の日だね！すごいね！」とツイートする。
- 石棒の日
1111が縄文時代の石製品「石棒」が並んでいる様子に見えることから、飛騨市の博物館ファン団体、石棒クラブが提唱。毎年11月に石棒をテーマとしたイベントを行っている。
- ネイルの日
日本ネイリスト協会が2009年に制定。日付は11月が「ネイルエキスポ」の開催月であることと、爪の英語表記「NAIL」の中に縦線が4本あり「1111」のように見えることなどから。
- 立ち飲みの日
11と11の形が人が集って立ち飲みをしている様に似ていることから。
- ヘアドネーションの日
ヘアドネーション活動を行っている山形市のライオンズクラブが制定。数字の1が並ぶ様子が毛髪の流れに見えることから。
- おそろいの日
株式会社フェリシモが制定。日付は11と11が並んでいるように見え、1つ欠けても成り立たないことが「おそろい」というコンセプトにふさわしいことから。
- シマリスの日
背中の縞模様を「1111」に見立てたもの。
- ミュージカル「キャッツ」の日
「キャッツ」の日本初演日（1983年11月11日）を記念して劇団四季が制定。
- 宝石の日（ジュエリーデー）
日本ジュエリー協会が制定。1909年のこの日、農商務省令第54号により宝石の重量の表示にカラットが採用されたことを記念。
- 西陣の日
西陣織工業組合ら13団体からなる「西陣の日」事業協議会が1969年に制定。応仁の乱終結後、全国各地に散らばっていた織手達が西軍の本陣のあったあたり（西陣）に住みついたことが西陣織の由来であることから、応仁の乱が終結した1477年（文明9年）11月11日を記念日とした。
- 勇者の日
アーティストの杉山明が作詞作曲した『勇者の石』をきっかけに、「勇者」の考え方に共感した勇者の日サポーター111名のカンパにより2017年1月11日に登録。